# Tanesco

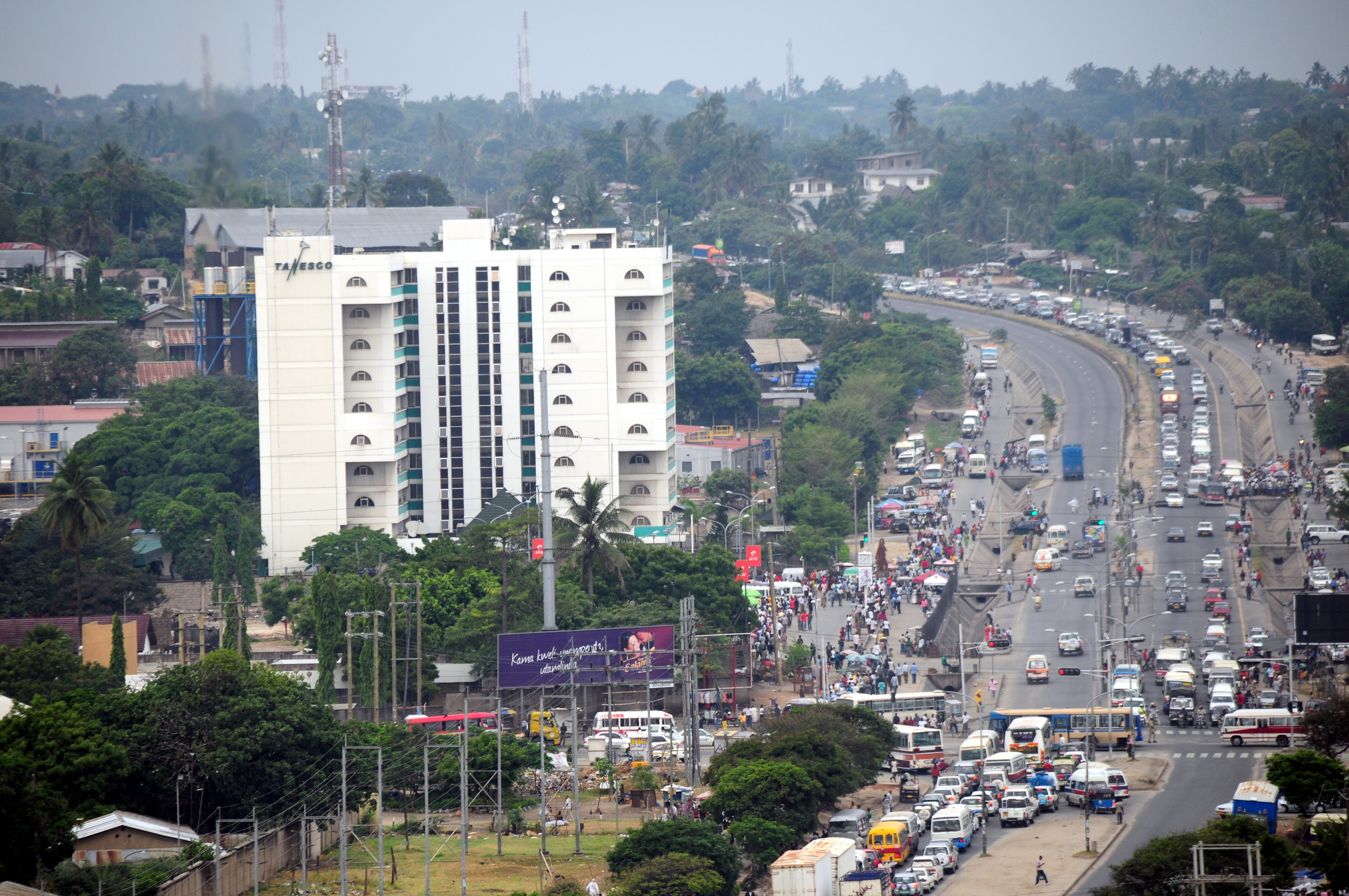
Das Tanesco-Gebäude in Daressalam

Tanesco ist die Abkürzung für den Energieversorger Tanzania Electric Supply Company Limited. Diese ist eine halbstaatliche Organisation in Tansania, die Elektroenergie auf dem Festland von Tansania bereitstellt. Außerdem liefert sie Strom an die Zanzibar Electricity Corporation (ZECO), die ihn auf den Inseln Unguja und Pemba verkauft.

## Geschichte
Die erste öffentliche Stromversorgung wurde 1908 von der deutschen Kolonialverwaltung im damaligen Deutsch-Ostafrika eingerichtet. Sie versorgte die Eisenbahnwerkstätten und Teile der Stadt Daressalam. Als die Engländer 1920 das Land übernahmen, bildeten sie eine staatliche Elektrizitätsabteilung und bauten Netze in Dodoma, Tabora und Kigoma auf. Im Jahr 1931 übergab die Regierung diese Abteilung an zwei private Unternehmen, Dar es Salaam and District Electric Supply Company Ltd. (DARESCO) und Tanganyika Electric Supply Company Ltd. (TANESCO).
Beim Erreichen der Unabhängigkeit 1961 erwarb die Regierung einige Anteile dieser beiden Firmen, fusionierte sie 1975 zur Tanzania Electric Supply Company Ltd. (TANESCO) und übernahm alle Anteile. Nach mehreren Jahren großer Verluste öffnete die Regierung 1992 den Bereich für private Investoren. Im Jahr 2002 wurde eine Gesellschaft mit beschränkter Haftung gegründet, dennoch blieb die Firma unter der Kontrolle des Staates.
Da das Land stark von der Wasserkraft abhängig war, führten die Dürren in den Jahren 2005 bis 2008 zu Versorgungsengpässen. Tanesco erstellte sein erstes Notstromprojekt und erweiterte das kalorische Kraftwerk Ubungo. Als 2011 bis 2013 wieder eine Stromknappheit wegen niedriger Wasserständer der Flüsse auftrat, musste Tanesco ein weiteres teures Notstromprojekt starten. Die daraufhin geforderte Erhöhung der Tarife wurde vom damaligen Präsidenten John Magufuli abgewiesen und der Geschäftsführer entlassen.

## Unternehmen

### Eigentümer
Der Eigentümer von Tanesco ist zu 100 Prozent die Regierung der Vereinigten Republik Tansania. Am 30. Juni 2020 betrug das Grundkapital 2.400.000 Millionen tansanische Schilling (TZS), das entspricht rund 960 Millionen Euro.

### Struktur
Tanesco hat folgenden Aufbau:
| Ministerium für Energie und Mineralien | Regulierungsbehörde für Energie- und Wasserversorgungsunternehmen (EWURA) |
| TANESCO Aufsichtsrat                   | Regulierungsbehörde für Energie- und Wasserversorgungsunternehmen (EWURA) |
| TANESCO Erzeugung                      |                                                                           |
| TANESCO Übertragung                    |                                                                           |
| TANESCO Verteilung                     |                                                                           |
| Kunden                                 |                                                                           |

Das Ministerium für Energie und Mineralstoffe ernennt den Aufsichtsrat von Tanesco. Die Regulierungsbehörde für Energie- und Wasserversorgungsunternehmen überwacht und reguliert die Tätigkeiten von Tanesco. Der Aufsichtsrat von Tanesco besteht aus 9 nicht geschäftsführenden Direktoren. Seine Zuständigkeit umfasst die Bewertung von Risiken, Überwachung der Investitionen, des Business-Plans und des Budgets. Der Aufsichtsrat delegiert die tägliche Geschäftsführung an den Geschäftsführer, der seinerseits an den Aufsichtsrat berichtet.

### Tochtergesellschaften
Folgende Tochtergesellschaften befinden sich zu 100 Prozent im Besitz von Tanesco:
- Tanzania Geothermal Development Company Limited (seit 2013)
- Electrical Transmission, Distribution and Maintenance Company Limited (seit 2016)
- Tanzania Concrete Poles Manufacturing Company Limited (seit 2014)

### Daten
Tanesco erzielte folgende Kennzahlen:
|               | 2019 [million TZS] | 2020 [million TZS] |
| ------------- | ------------------ | ------------------ |
| Umsatz        | 1.535.040          | 1.564.353          |
| Umsatzkosten  | 1.525.729          | 1.494.724          |
| Brutto-Ertrag | 9.312              | 69.629             |
| Gesamtgewinn  | 10.058             | 45.107             |

Im Jahr 2019 beschäftigte Tanesco 7.344 Mitarbeiter, davon waren 1.482 Frauen.

## Aufgaben
Die Aufgaben von Tanesco sind die Erzeugung, Kauf, Übertragung und Verkauf von elektrischer Energie auf dem Festland von Tansania. Dazu ist die Firma in drei Bereiche gegliedert:

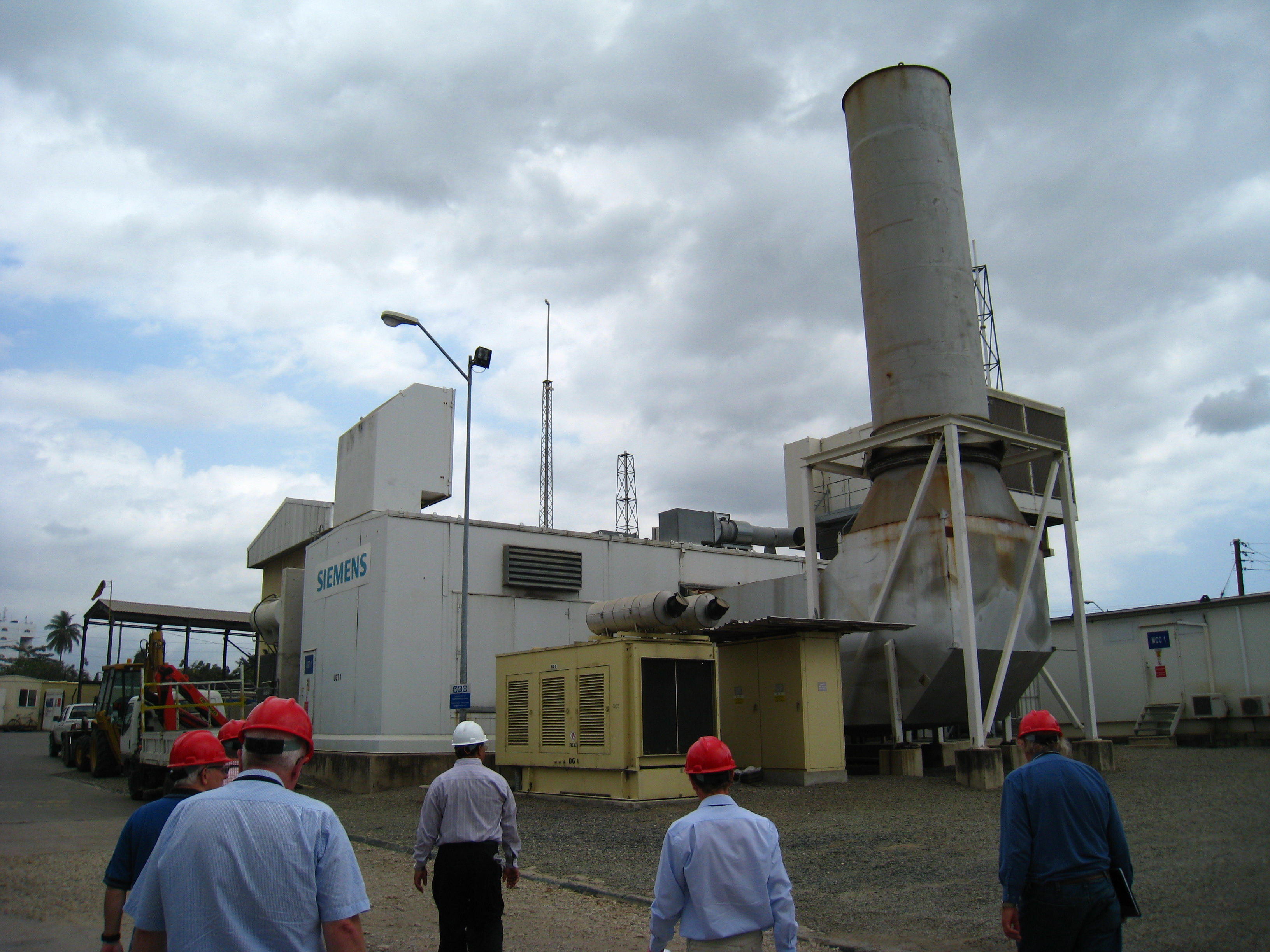
Kraftwerk Ubungo

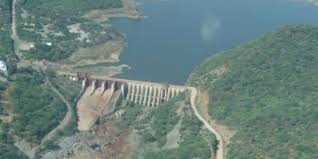
Staudamm Kidatu

### Erzeugung
Die Erzeugung erfolgt zum Großteil über die thermischen Kraftwerke und über die Wasserkraftwerke. Die Wasserkraftwerke sind alle an das nationale Stromnetz angeschlossen. Tanesco erzeugt 86,5 Prozent der benötigten Energie aus eigenen Kraftwerken, 13,5 Prozent liefern unabhängige Stromerzeuger. Mit Stand 2022 hatte Tansania eine installierte Leistung von 1.764 MW, die sich folgendermaßen verteilen:
Strom kann über eine 132-kV-Leitung aus Uganda und eine 66-kV-Leitung aus Sambia importiert werden.

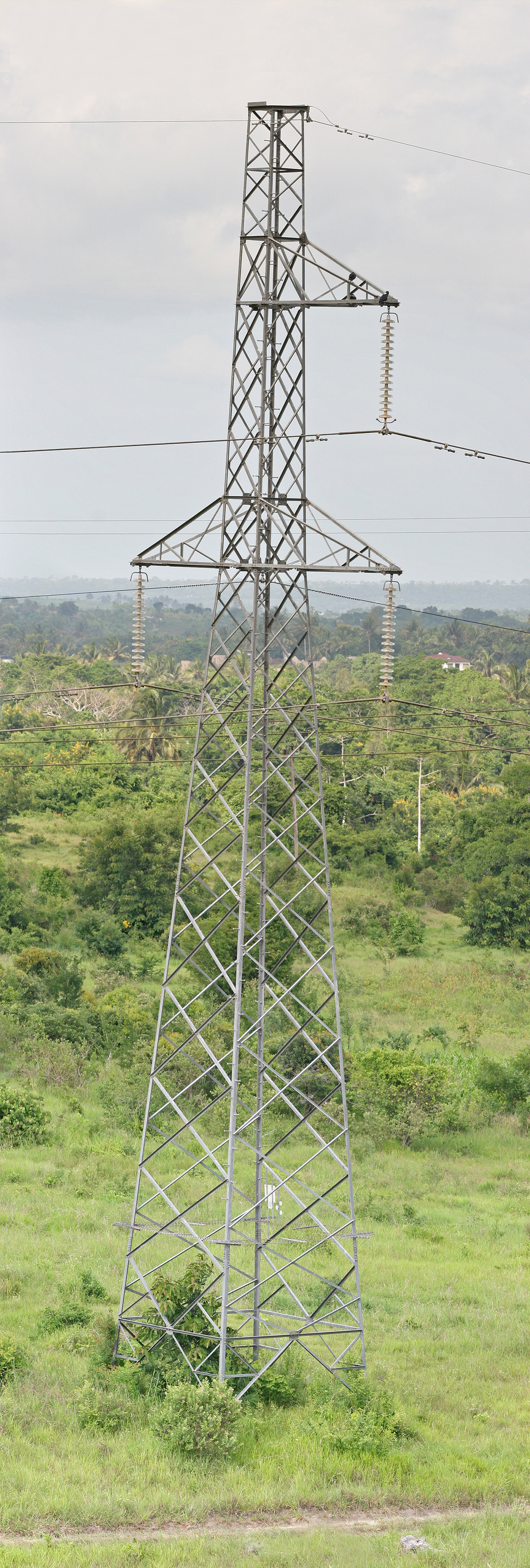
Leitung bei Kibaha

### Übertragung
Die Aufgabe der Abteilung ist die Übertragung der erzeugten elektrischen Energie zu den Verbrauchsstellen. Dazu besitzt Tanesco ein Hochspannungsnetz mit 57 Unterstationen. Das Netz besteht aus (Stand 2019):
- 700 km 400-kV-Leitungen
- 3000 km 220-kV-Leitungen
- 1700 km 132-kV-Leitungen
- 500 km 66-kV-Leitungen

### Verteilung
Dieser Geschäftsbereich ist die Schnittstelle zu den Kunden. Mehr als 44 Prozent der Einnahmen stammen von Großkunden, die nur 0,17 Prozent der Kundenanzahl ausmachen.
Die Versorgungsrate beträgt 73 Prozent in den Städten und 18 Prozent auf dem Land.
Da viele Kunden mit der Bezahlung der Stromrechnung in Verzug gerieten, startete Tanesco zwischen 1993 und 1997 das von der Weltbank unterstützte Prepaid-Metering-Projekt LUKU („Lipa Umeme Kadiri Utumiavyo,“ was soviel bedeutet wie „Bezahle was Du brauchst“).